# Грамматическая категория

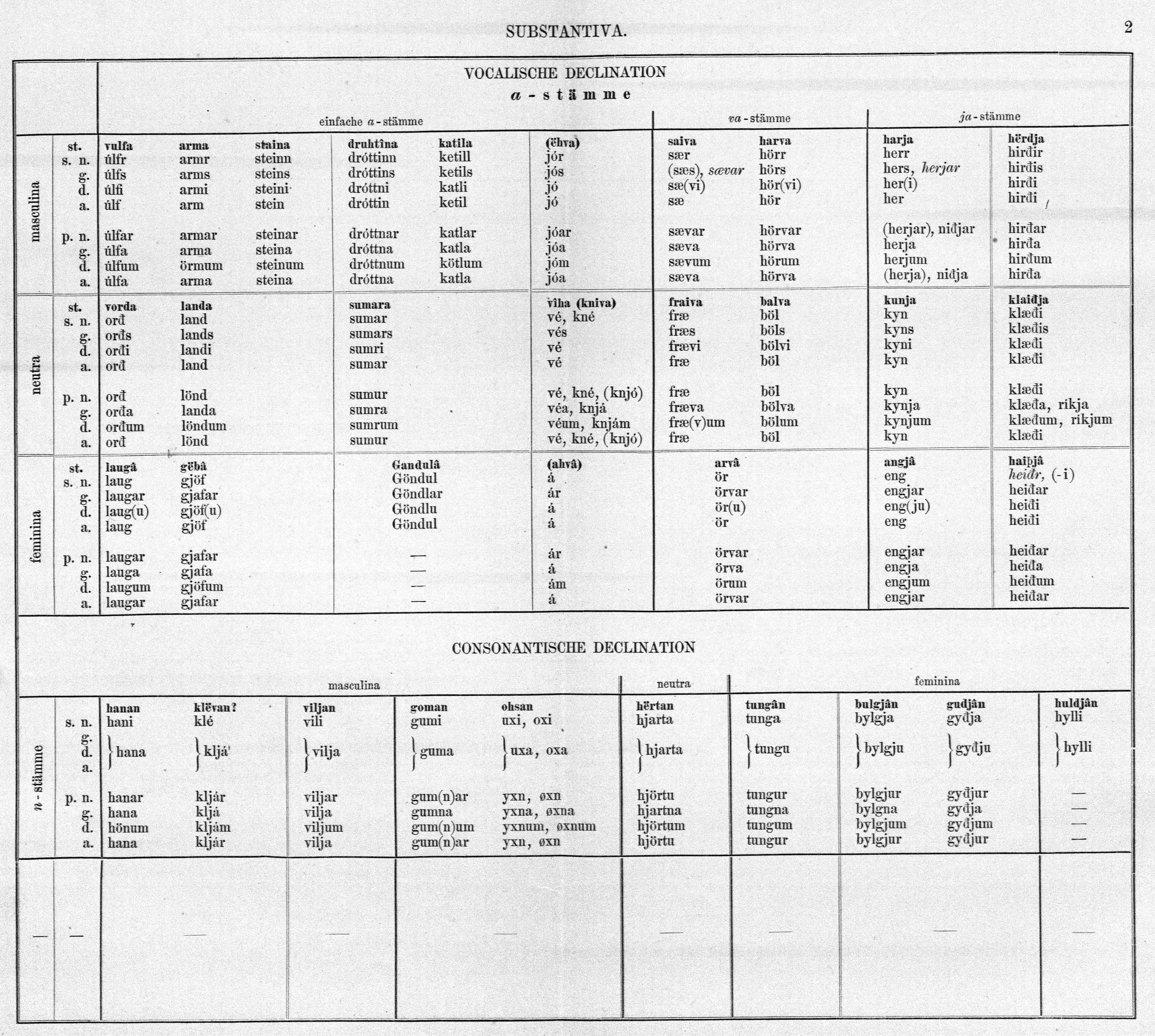
Изучение морфологии другого языка — как, например, падежей в существительных — может быть воспринято новичком как унылое копание в таблицах. Но концепция «грамматической категории» может помочь дать общее представление о том, какие грамматические идеи необходимо усвоить изучающему язык. На илл.: грамматические категории немецкого языка — готские, древнескандинавские, англосаксонские, старосаксонские, древневерхненемецкие, средневерхненемецкие.

Граммати́ческая катего́рия — замкнутая система взаимоисключающих и противопоставленных друг другу грамматических значений (граммем), задающая разбиение обширной совокупности словоформ (или небольшого набора высокочастотных словоформ с абстрактным типом значения) на непересекающиеся классы, различие между которыми существенно сказывается на степени грамматической правильности текста.
Свойство взаимоисключения состоит в том, что всякая грамматическая категория есть множество грамматических значений (граммем), которые не могут быть одновременно выражены у одной словоформы (зато одна словоформа может иметь граммемы нескольких грамматических категорий).
Так, категория числа в русском языке включает в себя взаимоисключающие граммемы «единственное число» и «множественное число»: они не могут быть совмещены в одной словоформе. Граммема «творительный падеж» не принадлежит этой же категории, так как свободно может быть выражена вместе с любой из её граммем.

## Свойства грамматических категорий
К характерным чертам грамматических категорий относятся:
- модифицирующий тип категоризующего признака,
- его причастность к синтаксису,
- обязательность выбора одного из его значений для (слово)форм из категоризуемой совокупности,
- наличие регулярного способа его выражения.

Наличие всей совокупности этих свойств обычно является основанием для безоговорочного признания грамматического характера категории, хотя каждое из них в отдельности не является ни необходимым, ни достаточным признаком грамматической категории.

## Грамматические категории по характеру выражаемых значений
По характеру грамматических значений выделяются:
- содержательные (номинативные, семантические, референциальные) грамматические категории, непосредственно участвующие в отражении внеязыковой действительности;
- формальные (асемантические, формально-структурные) категории, отражающие лишь сугубо сочетаемостные ограничения словоформ (например, согласовательные грамматические категории участвуют в оформлении отношений согласования: например, род, число и падеж прилагательного, род, число и лицо глагола, а также формально-структурные морфологические характеристики лексем — такие как типы склонения и спряжения).

### Содержательные грамматические категории
Среди содержательных грамматических категорий различаются:
- номинационные (объективные, номинативные, диктальные; например, число существительного, род одушевлённых существительных, одушевлённость существительных, степени сравнения прилагательного, отчасти глагольный вид, отчасти переходность/непереходность и личность/безличность глагола, конкретность/универсальность референции);
- субъективно-объективные, отражающие свойства и отношения объектов с точки зрения участников речевого акта;
- реляционные (синтаксические) (падеж существительного, атрибутивность/предикативность прилагательного, репрезентация глагола, коммуникативная роль).

#### Субъективно-объективные
Субъективно-объективные грамматические категории подразделяются на:
- актуализационные (дейктические, шифтерные, индексальные) (например, время глагола, лицо местоимений);
- модальные, например, наклонение глагола; референтность/нереферентность синтагмы);
- коммуникативные (например, определённость/неопределённость и коммуникативная роль синтагмы);
- оценочные, то есть выражающие оценку (например, степени интенсивности признака у предикатных слов, субъективная оценка у существительных);
- интерпретационные, отражающие субъективную точку зрения наблюдателя (залог глагола, отчасти глагольный вид, отчасти число существительного, отчасти род одушевлённых существительных, отчасти одушевлённость существительных).

#### Реляционные
Реляционные грамматические категории подразделяются на:
- активные (выражающие валентность, то есть способность вступать в синтаксические связи с соседними словами, например, переходность/непереходность, личность/безличность, отчасти залог и диатеза);
- пассивные (выражающие синтаксическую роль слова в высказывании, например, падеж существительного, предикативность/атрибутивность прилагательного, репрезентация глагола).

## Грамматические категории по отношению категориального признака к членам разбиения
По отношению категориального признака к членам разбиения грамматические категории подразделяются на:
- формообразовательные (собственно грамматические категории, коррелятивные, модификационные), по которым лексема может изменяться (например, падеж существительного; род, число и падеж прилагательного; время и наклонение глагола);
- классифицирующие (классификационные, некоррелятивные), свойственные целой лексеме и постоянные для неё (например, части речи, род неодушевлённых существительных, одушевлённость/неодушевлённость большинства существительных, переходность/непереходность и личность/безличность большинства глаголов).

### Формообразовательные грамматические категории
По степени «коррелятивности» среди формообразовательных грамматических категорий выделяются:
- словоизменительные (последовательно коррелятивные, флексионные), модифицирующие (то есть предполагающие наличие корреляций) для всех слов данной части речи (падеж и число существительного, время и наклонение глагола, согласовательные грамматические категории глаголов и прилагательных);
- деривационные (непоследовательно коррелятивные, основообразовательные, лексико-грамматические), предполагающие наличие корреляций лишь для некоторого значительного подкласса данной части речи (например, род одушевлённых существительных, вид и залог глагола, степень сравнения прилагательных, диатеза).

## Синтаксические грамматические категории
Синтаксические грамматические категории делятся на категории синтагматики и категории парадигматики.

### Категории синтаксической синтагматики
К синтаксической синтагматике относятся структурно-синтаксические грамматические категории, то есть типы синтаксических отношений: подчинение (синтаксис), сочинение (синтаксис), предикация, атрибут, актант (см. член предложения).

### Категории синтаксической парадигматики
К синтаксической парадигматике относятся:
- грамматические категории предложения (коммуникативные, или фразоизменительные грамматические категории), то есть различительные признаки предложений (целеустановка высказывания, утверждение/отрицание (грамматика), модальность и др.);
- грамматические категории синтагм (составляющих, членов предложения, словосочетаний), такие, как грамматические категории именной группы (определённость/неопределённость, род, число, лицо), грамматические категории предиката (диатеза), грамматические категории атрибута (степени сравнения и интенсивности) и др.

## Грамматические категории по частям речи
Грамматические категории, по части речи, с которой они преимущественно выражаются, разделяются на именные (характерные для имени существительного, имени прилагательного, местоимения) и глагольные (выражаемые у глаголов). Чёткой границы между этими типами категорий нет (так, есть языки, где время выражается у имени и т. п.).
Примеры грамматических категорий:
Именные:
- падеж
- согласовательный класс, в частности, род
- определённость
- одушевлённость
- личность

Глагольные:
- время: абсолютное время, таксис
- вид
- лицо
- наклонение
- залог

Характерные для имени и глагола:
- число
- различного рода категории вежливости